# 1856 Růžena
1856 Růžena è un asteroide della fascia principale. Scoperto nel 1969, presenta un'orbita caratterizzata da un semiasse maggiore pari a 2,2370689 UA e da un'eccentricità di 0,0795703, inclinata di 4,73770° rispetto all'eclittica.
L'asteroide è dedicato a Růžena Petrovičová, un membro dello staff del Kleť Observatory.